# Casey Donovan (attore pornografico)
Casey Donovan, pseudonimo di John Calvin Culver (East Bloomfield, 2 novembre 1943 – Inverness, 10 agosto 1987), è stato un attore pornografico statunitense, che ha lavorato in film pornografici gay.
Attivo tra gli anni settanta e gli anni ottanta, è stato uno dei primi a raggiungere lo status di pornodivo, noto per la sua bellezza naturale come il classico ragazzo della porta accanto e noto soprattutto per il suo entusiasmo per il sesso, sia dentro che fuori dal set, tanto da diventare un'icona per il movimento di liberazione omosessuale.

## Biografia
Nato nello Stato di New York, lavorò inizialmente come insegnante di latino presso la scuola privata Ethical Culture Fieldston School. Iniziò a lavorare in teatro come Cal Culver, ma si guadagnava da vivere prostituendosi. Recitò in alcune produzioni teatrali ed in una commedia off-Broadway, e nel frattempo lavorò anche come modello, apparendo su riviste e annunci.
Nel 1971 ottenne un ruolo di supporto in un thriller sexploitation intitolato Ginger; nello stesso anno gli venne offerta la parte principale nel film pornografico gay Casey, nel quale interpretò un uomo che riceve la visita di una fata che gli concede la possibilità di far avverare i suoi desideri lussuriosi. Da quel momento prese il nome Casey e il cognome dal popolare cantante Donovan, per creare il suo pseudonimo e continuare la sua nuova carriera di pornoattore, ottenendo la consacrazione grazie al film Boys in the Sand, un successo commerciale che incassò oltre 800.000 dollari solo negli Stati Uniti, diventando uno dei classici della pornografia gay.
Nel giro di poco tempo Casey divenne una vera e propria icona gay, partecipando ai primi Gay Pride e vivendo apertamente e senza vergogna la propria omosessualità. Partecipò a numerosi film, quali The Back Row, L.A. Tool and Die e The Other Side of Aspen, al fianco di Al Parker, un altro pornodivo di quel periodo. Donovan conobbe il successo anche in teatro, con la commedia off-Broadway Tubstrip. Cercò inoltre di avviare, ma senza successo, un bed and breakfast, chiamato Casa Donovan, a Key West. Per diverso tempo fu legato sentimentalmente all'attore di cinema e televisione Tom Tryon.
Nel 1985, dopo aver contratto il virus dell'HIV, la salute di Donovan andò peggiorando. L'attore collaborò spesso con enti di beneficenza per la lotta all'AIDS, promuovendo campagne sul sesso sicuro ed invitando la gente a sottoporsi al test per l'HIV. Morì per un'infezione polmonare, consequenziale all'AIDS, ad Inverness, in Florida, il 10 agosto 1987. Una biografia sulla sua vita, Boy in the Sand: Casey Donovan, All-American Sex Star, scritta da Roger Edmonson, fu pubblicata nel 1998. Il suo nome è stato inserito nella coperta dei nomi.

## Filmografia
- Boys in the Sand (1971)
- Back Row (1972)
- Pornography in New York (1972)
- Score (1974)
- Moving! (1974)
- Erotikus: A History of the Gay Movie (1975)
- A bocca piena (Opening of Misty Beethoven) (1975)
- The Other Side of Aspen (1978)
- L.A. Tool and Die (1979)
- Best of the Superstars (1981)
- World of Henry Paris (1981)
- Always Ready (1982)
- Heatstroke (1982)
- Sleaze (1982)
- Tease Me (1982)
- Tight Jeans (1982)
- Casey (1984)
- Hand-In-Hand Preview Tape 1 (1984)
- Hand-In-Hand Tape 1 (1984)
- Non-Stop (1984)
- Chance Of A Lifetime (1985)
- Inevitable Love (1985)
- Boys in the Sand 2 (1986)
- Fucked Up (1986)
- Hot Shots 3: The Contest (1986)
- Swallow It (1986)
- Men And Films (1987)
- All-Male Preview Tape 1 (1988)
- Cum Shots (1993)
- Beach Bums 1 (1994)
- Hot Chili Peppers 2 (1994)
- Buttboys of Hollywood (1996)
- Butt Flute 1 (1997)
- Coming Distractions (1997)
- P.M. Preview Tape 4 (1997)
- Man Who Blew Too Much (2004)
- Weapons of Ass Satisfaction (2004)
- Smack My Crack (2006)
- Smells Like Teen Semen (2006)
- Falcon Studios 35th Anniversary Limited Edition (2007)
- Best of Al Parker (2008)